# Billingsfors landsfiskalsdistrikt
Billingsfors landsfiskalsdistrikt var 1918-1941 ett landsfiskalsdistrikt i Älvsborgs län, bildat när Sveriges indelning i landsfiskalsdistrikt trädde i kraft den 1 januari 1918, enligt beslut den 7 september 1917. Landsfiskalsdistriktet avskaffades den 1 oktober 1941 (genom kungörelsen 28 juni 1941) när Sverige fick en ny indelning av landsfiskalsdistrikt. Av dess ingående områden överfördes då kommunerna Bäcke och Ödskölt till Dals-Eds landsfiskalsdistrikt och kommunerna Laxarby, Steneby och Tisselskog till det nybildade Bengtsfors landsfiskalsdistrikt.
Landsfiskalsdistriktet låg under länsstyrelsen i Älvsborgs län.

## Ingående områden

### Från 1918
Vedbo härad:
- Bäcke landskommun
- Laxarby landskommun
- Steneby landskommun
- Tisselskogs landskommun
- Ödskölts landskommun